# آروزیو
آروزیو (به ایتالیایی: Arosio) یک کومونه در ایتالیا است که در استان کومو واقع شده‌است.

## خصوصیات
آروزیو ۲٫۷ کیلومترمربع مساحت و ۴٬۵۲۱ نفر جمعیت دارد و ۳۰۰ متر بالاتر از سطح دریا واقع شده‌است.